# Разделение представления и содержания
Отделение содержания от представления (или «разделение формы и содержания») это общепринятая идиома, философия дизайна и методология, применяемая в контексте различных издательских технологических дисциплинах, включая информационный поиск, обработку шаблонов, веб-дизайн, веб-программирование, обработку текста, компьютерную вёрстку и разработку управляемую моделями. Это конкретный случай более общей философии разделения ответственности.

## Предполагаемое значение
При использовании в качестве идиомы, данная концепция воспроизводится на разных уровнях точности и с различными коннотациями (сопутствующими значениями). Некоторые применяют концепцию прескриптивно, то есть считают его жёстко предписывающей, другие используют его эвристически или дидактически. Иногда предполагаемое значение идиомы остается неясным или полностью субъективным.
Различные уровни точности, применяемые к этой концепции, являются иногда источником некоторой путаницы, противоречий и использования метода проб и ошибок. Из-за этого бывает трудно окончательную определить когда была (и была ли) эта философия успешно применена для той или иной реализации (см. также закон дырявых абстракций).

## Семантика против эстетики
В целом, концепция разделения основана на различии между семантическим содержанием и эстетическим представлением. Не всегда возможно определить точную границу, которая разделяет эти два аспекта, поэтому в различных контекстах различение применяется с различной степенью строгости. Одним из обоснований для поддержки такого разграничения является мнение, гласящее что каждый аспект должен быть гибким и независимым. Изменения в одном аспекте не обязательно потребует изменений в других; дефекты в одном аспекте не должны вести к появлению дефектов в других (слабая связанность).

### Общепринятые термины
Вот ряд базовых понятий, соответствующих этим двум различным проекциям контента:
Содержаниелогика, информация, онтология, семантика, данные, схема, модель, сообщение
Формаграфика, дизайн, вёрстка, стиль, визуализация, вид, способ отображения

## Возможность и степень разделения
В коммуникационном дизайне сообщение — это содержание и инструментальная среда для доставки этого сообщения. В книге Понимание медиа Маршалл Маклюэн заявляет, что «Средство передачи сообщения само является сообщением», что было впоследствии предметом многих дискуссий. Одно из толкований состоит в том, что выбор среды (оборудование для презентации) влияет на (представление содержания) сообщения. Вполне возможно путём выбора содержания и среды влиять на качество презентации, то есть того, как полно будут получены сообщения. Степень возможного отделения содержания от представления зависит от того, насколько качество среды влияет на качество сообщения. Во многих случаях возможность и степень разделения являются субъективными, как и само содержание.